# 非洲戴星草
非洲戴星草（学名：Sphaeranthus senegalensis）为菊科戴星草属的植物，是中国的特有植物。分布在亚洲、非洲热带以及中国大陆的云南等地，生长于海拔580米至1,300米的地区，常生于路旁、河边或灌丛中，目前尚未由人工引种栽培。